# Alpha Lacertae
Alpha du Lézard
Désignations
Alpha Lacertae (α Lac / α Lacertae) est l'étoile la plus brillante de la constellation du Lézard.
C'est une étoile blanche de la séquence principale de magnitude apparente 3,77 et de type spectral A1V. D'après la mesure de sa parallaxe annuelle par le satellite Hipparcos, elle est située à environ 103 années-lumière de la Terre. Elle se rapproche du Système solaire à une vitesse radiale de −4,5 km/s.
Alpha Lacertae possède un compagnon de magnitude 11,8. En 2014, il était situé à une distance angulaire de 46,7 secondes d'arc et à un angle de position de 286°. C'est un compagnon purement optique, dont la proximité apparente avec l'étoile est une coïncidence.
En astronomie chinoise, elle fait partie de l'astérisme Tengshe, représentant un serpent aquatique vivant dans le fleuve céleste Tianhe, c'est-à-dire la Voie lactée.